# Åbo konsthall
Åbo Konsthall (Turun Taidehalli) är en finländsk konsthall belägen i Åbo i Finland. Konsthallen öppnade i februari 2019 på Gamla Rådhusets byggnad på Gamla Stortorget 5.
Konsthallen fokuserar på samtidskonst, och konsthallens konstnärliga innehåll produceras av föreningarna Fotocentrum Peri och Konstnärsgillet i Åbo. Aktiviteterna på Åbo konsthall inkluderar förutom två gallerier även Åbo Artotek, ett bibliotek med tonvikt på fotografi samt ett digitalt arbetsrum för bildkonstnärer, PeriLab. Det digitala arbetsrummet är tillgängligt för Fotocentrum Peris, Konstnärsgillet i Åbos, Artes och Åbo konstgrafikers sammanlagt ca 300 medlemmar (2018), samt för bildkonststuderande vid Åbo yrkeshögskola. Konsthallen fungerar därmed som en centralt belägen mötes- och arbetsplats för åbokonstnärer.
Det är kostnadsfritt för konstnärer att ställa ut i Åbo konsthall. Utställningarna byts ut med fem veckors intervall och galleriprogrammet innefattar även "rumlösa" verk.
Åbo Konsthalls verksamhet baseras på bl.a. uthyrning av Gamla Rådghusets lokaler för evenemang. Fotocentrum Peri och Konstnärsgillet i Åbo finansieras av Åbo stad, Centret för konstfrämjande och Svenska kulturfonden. Föreningarna stöds 2019-2020 även via Svenska kulturfondens "Hallå!"-program samt projektstöd från Finska kulturfonden samt Undervisnings- och kulturministeriet.
På tredje våningen finns en bankettsal som konsthallen hyr ut för olika evenemang, konferenser och fester. Salen har fri catering och rymmer upp till 150 personer.